# الکترون‌دوست
الکترون دوست(به انگلیسی: Electrophile) گونه ای شیمیایی است که دارای بار مثبت بوده و تمایل به دریافت الکترون جهت خنثی شدن دارد.